# Vaincre l'autisme
Vaincre l'autisme est une association loi de 1901 française œuvrant dans le domaine de l'autisme en France, décrite comme « une association de famille, déterminée à vaincre l'autisme ». Son fondateur et président depuis sa création, en 2001, est M'Hammed Sajidi. Elle possède un agrément national par le Ministère de la Santé en tant que « représentants des usagers », et participe à la formation des auxiliaires de vie scolaire (AVS). Vaincre l'autisme est à l'origine des Futuroschool, concept d'école qui propose des prises en charge éducatives de l'autisme. 
Vaincre l'autisme agit pour changer la prise en charge de l’autisme en développant des solutions innovantes alternatives adaptées aux besoins des enfants autistes[non neutre] auxquels le droit commun ne répond pas. Vaincre l'autisme milite pour faire connaître et reconnaître l'autisme en matière de droit aux niveaux national et international.[réf. nécessaire]

## Missions
La mission de Vaincre l'autisme est, selon ses statuts de 2017, de « faire prendre conscience que l'autisme est une maladie et réveiller la capacité d'indignation des Français », suivant la vision selon laquelle « l'autisme n'est pas une fatalité, c'est une maladie dont on peut guérir ». Son slogan est « avec vous, on peut en guérir ».

## Histoire
Cette association, créée le 6 mars 2001, se nommait à l'origine « Léa pour Samy ». Elle est rebaptisée « Vaincre l'autisme » le 17 septembre 2010. D'après le psychanalyste Claude Wacjman, M'hammed Sajidi, le président de Vaincre l'autisme, a créé cette association par rejet de la psychanalyse, et pour défendre les méthodes comportementales.
En juin 2009, le président de l'association Vaincre l'autisme est arrêté et interrogé par la police judiciaire d'El Jadida au Maroc, en raison d'un dépôt de plainte en juillet 2008.
Le 21 janvier 2010, la demande de reconnaissance d'utilité publique de l'association vaincre l'autisme est rejetée par le ministère de l'intérieur, en raison d'un manque de transparence dans le fonctionnement de cette association.

### Lutte contre le packing
En 2009, « Léa pour Samy » se fait connaître par ses actions de lutte contre la pratique du packing, décrit comme un « traitement inhumain et dégradant », voire une torture. À cette occasion, l'association déclare que « L’autisme n’est pas une maladie psychique ni un trouble psychiatrique. Il est reconnu et traité au niveau international comme une maladie neurobiologique. Les enfants, adolescents et adultes atteints d’autisme français n’ont pas à être traités de manière différente des enfants, adolescentes et adultes atteints d’autisme du monde entier »,.
Assimilant le packing à de la maltraitance, Vaincre l'autisme relève notamment que dans certains cas, les linges utilisés pour l'enveloppement sont à des températures fortement en dessous de 0, car sortant directement d'un congélateur à −18 °C.

### Rapport de l'IGAS
Un conflit oppose vaincre l'autisme à l'agence régionale de santé de Toulouse, concernant le financement de son projet de Futuroschool. En 2013, Vaincre l'autisme contacte la secrétaire d'état chargée des personnes handicapées concernant sa situation financière, décrite comme « très critique ».
En 2014, Vaincre l'autisme fait l'objet d'un rapport très critique de l'Inspection générale des affaires sociales, concernant les dysfonctionnements de ses deux établissements Futuroschool, situés à Paris et Toulouse, à la suite de ce conflit avec l'agence régionale de santé de Midi-Pyrénées. Ce rapport souligne, entre autres, que « d'importantes dépenses sont imputées de fait aux établissements alors qu'elles sont liées à l'activité associative », que la gestion de l'association est « approximative et peu encadrée », et que la rémunération réelle du président n'est pas conforme au montant déclaré.

## Futuroschool
L'association Vaincre l'autisme a ouvert deux écoles nommées Futuroschool en France, une à Paris en 2005, une autre à Toulouse en 2008. L'école de Toulouse, financée par l'argent public débloqué dans le cadre du Second plan autisme, a cependant été rejetée par le CROSMS (comité régional de l'organisation sociale et médico-sociale) pour non-conformité, ce rejet ayant été confirmé par l'IGAS, et par décision du tribunal administratif le 17 octobre 2013, avant sa fermeture en juillet 2015. L'école de Paris, qui accueille 12 enfants, est menacée de fermeture en 2016. M'hammed Sajidi entame alors une grève de la faim.
Le concept des Futuroschool s'appuie sur la méthode ABA, recommandée par la mesure 29 du Second plan autisme. 
Le principe fondamental consiste à ouvrir les enfants autistes au monde « ordinaire » : sur 33 heures de prise en charge par semaine, 20 heures se déroulent dans les locaux de l'école, avec un psychologue ou avec différents intervenants. Le reste du temps est consacré à l'accompagnement individuel à l'extérieur : à domicile, à l'école ordinaire, aux loisirs, aux magasins, et tout autre activité en tout lieu et aux interventions d'autres corps du métier médical. Le but est de favoriser l'autonomie avec un comportement généralisé et son intégration dans la société. Chaque groupe de six enfants est entouré de deux psychologues et de douze intervenants. Ce sont des unités d'évaluation, de prise en charge et de guidance parentale.[réf. souhaitée]

## Communication
M'Hammed Sajidi soutient la recherche sur les causes de l'autisme, estime que le premier problème posé par l'autisme est celui des troubles de la communication d'origine neurologique, décrit les personnes autistes comme n'ayant « aucune empathie à la naissance », et l'autisme lui-même comme étant « une maladie neurologique grave » qui « détruit la vie ». Il soutient que « l'espoir, c'est une guérison de l'autisme ». Il estime que le mouvement de la neurodiversité n'a pas de fondement scientifique, n'est représenté que par une minorité de personnes avec syndrome d'Asperger, et n'est utile que dans le contexte philosophique et sociétal. 

### Activité de lobbying auprès de l'Assemblée nationale
L'association vaincre l'autisme est inscrite comme représentant d'intérêts auprès de l'Assemblée nationale. Elle déclare à ce titre en 2015 un budget global de 1 598 415 euros, et indique que les coûts annuels liés aux activités directes de représentation d'intérêts auprès du Parlement sont compris entre 10 000 et 20 000 euros.

### Oppositions à Vaincre l'Autisme
Les positions de Vaincre l'autisme, soutenant l'élimination de l'autisme vu comme une maladie, ont entraîné en retour la création d'un site magazine parodique tenu et géré par des personnes autistes, « L'autisme vaincra », dont le slogan, « on peut vous guérir avec », est un détournement de celui de Vaincre l'autisme. Ce site détourne aussi les campagnes d'appel au don de Vaincre l'autisme.
L'association française de personnes autistes CLE-autistes (Collectif pour la liberté d'expression des autistes) a publié fin 2018 un dossier concernant cette association, affirmant que Vaincre l'Autisme « ne rend aucun service aux personnes autistes » et « perpétue une vision médicale pathologique » nuisant au quotidien des personnes autistes.

## Annexe